# EX-211
La carretera EX-211 es de titularidad de la Junta de Extremadura. Su categoría es intercomarcal. Su denominación oficial es  EX-211 , de  EX-103  a límite de provincia de Córdoba por Monterrubio de la Serena.